# Anthurium tonduzii
Anthurium tonduzii är en kallaväxtart som beskrevs av Adolf Engler. Anthurium tonduzii ingår i släktet Anthurium och familjen kallaväxter. Inga underarter finns listade.